# Jean II Mavrocordato
Pour les articles homonymes, voir Mavrocordato.
Jean II Mavrocordato, en grec Ioannis II Mavrokordatos, en roumain Ioan II Mavrocordat, né à Constantinople le 12 mars 1712 et mort à Constantinople le 29 juillet 1747), est un prince Phanariote qui, après avoir été au service du gouvernement Ottoman devint Hospodar de Moldavie de 1743 à 1747. La monarchie était élective dans les principautés roumaines de Moldavie et de Valachie, comme en Pologne voisine. Le souverain (voïvode, hospodar ou domnitor selon les époques et les sources) était élu par (et souvent parmi) les boyards, puis agréé par les Ottomans : pour être nommé, régner et se maintenir, il s'appuyait sur les partis de boyards et fréquemment sur les puissances voisines, habsbourgeoise, russe et surtout turque, car jusqu'en 1859 les deux principautés étaient vassales et tributaires de la « Sublime Porte ».
Fils cadet de Nicolas Mavrocordato il reste dans l'ombre de son frère aîné Constantin  Mavrocordato. Il remplace ce dernier en Moldavie à l'occasion d'un de ses nombreux changements de fonction comme Hospodar de Moldavie de juillet 1743 à mai 1747.
Ioan II Mavrocordat épouse successivement Maria Giuliano et Sultana Mano dont il a :
- Alexandre II Mavrocordato dit 'Phyrarès (1754-1819), Grand Drogman de la Sublime Porte, puis Hospodar de Moldavie et finalement Prince Russe.

## Note
1. ↑  Le candidat au trône devait ensuite "amortir ses investissements" par sa part sur les taxes et impôts, verser en outre le tribut aux Ottomans, payer ses mercenaires et s'enrichir néanmoins. Pour cela, un règne d'au moins six à huit mois était nécessaire, mais la "concurrence" était rude, certains princes ne parvenaient pas à se maintenir assez longtemps sur le trône, et devaient ré-essayer. Cela explique le "jeu des chaises musicales" sur les trônes, la brièveté de beaucoup de règnes, les règnes interrompus et repris, et parfois les règnes à plusieurs (co-princes). Celui qui ne parvenait pas à rembourser ses "investisseurs" et à verser le tribut dû, risquait sa vie, mais l'enjeu était si fructueux, que les candidats ne manquèrent jamais. Quant au gouvernement, il était assuré par le Mare Vornic (premier ministre), ses ministres (spatar-armée, vistiernic-finances, paharnic-économie, "stolnic"-justice, logofat-intérieur... approximativement) et par le Sfat domnesc (conseil des boyards).
Concernant le tribut aux Turcs, la vassalité des principautés roumaines envers l'Empire ottoman ne signifie pas, comme le montrent par erreur beaucoup de cartes historiques, qu'elles soient devenues des provinces turques et des pays musulmans. Seuls quelques petits territoires moldaves et valaques sont devenus ottomans : en 1422 la Dobrogée au sud des bouches du Danube, en 1484 la Bessarabie alors dénommée Boudjak, au nord des bouches du Danube (ce nom ne désignait alors que les rives du Danube et de la mer Noire), en 1538 les rayas de Brăila alors dénommée Ibrahil et de Tighina alors dénommée Bender, et en 1713 la raya de Hotin. Le reste des principautés de Valachie et Moldavie (y compris la Moldavie entre Dniestr et Prut qui sera appelée Bessarabie en 1812, lors de l'annexion russe) ont conservé leurs propres lois, leur religion orthodoxe, leurs boyards, princes, ministres, armées et autonomie politique (au point de se dresser plus d'une fois contre le Sultan ottoman). Les erreurs cartographiques et historiques sont dues à l'ignorance ou à des simplifications réductrices. Voir Gilles Veinstein et Mihnea Berindei : L'Empire ottoman et les pays roumains, EHESS, Paris, 1987.